# Der Wolf (Hermann Hesse)
Der Wolf ist der Titel einer 1903 entstandenen und 1915 publizierten Erzählung Hermann Hesses. Sie handelt von einem  jungen einsamen und hungrigen Wolf, den Bauern im Schweizer Jura zu Tode jagen.

## Inhalt
Hungersnot
In einem kalten und langen Winter finden die Wolfsrudel in der französischen Alpennatur keine Nahrung mehr und nähern sich den Dörfern, wo die Bauern ihr Vieh bewachen und mit ihren Flinten verteidigen. „Oft [liegen] die Wölfe still und brütend beisammen, einer am andern wärmend, und lausch[-]en beklommen in die tote Öde hinaus, bis einer, von den grausamen Qualen des Hungers gefoltert, plötzlich mit schauerlichem Gebrüll auf[springt]. Dann [wenden] alle anderen ihm die Schnauze zu, zitter[n] und br[e]ch en miteinander in ein furchtbares, drohendes und klagendes Heulen aus.“
Auswanderung
Endlich entschließt sich ein kleiner Teil der Schar, nach Osten zu ziehen. Drei von ihnen, „schöne, starke Tiere, aber entsetzlich abgemagert“, trennen sich von den „Auswanderern“ und laufen auf den Schweizer Jura zu. Sie erbeuten am zweiten Tag einen Hammel und am dritten einen Hund und ein Füllen. „Schrecken und Scheu“ vor den Eindringlingen verbreiten sich, und es wird ein Preis für die Tötung ausgesetzt. In der Folge werden die Wölfe „von allen Seiten her wütend vom Landvolk verfolgt.“ Als die drei eines Tages „tollkühner als je“ mit „heiße[m], lechzende[m] Atem“ in den Stall eines Meierhofes einbrechen, erschießen die Bauern den einen und erschlagen den zweiten.
Hetzjagd
Der dritte Wolf, „der jüngste und schönste, ein stolzes Tier von mächtiger Kraft und gelenken Formen“, entkommt schwer verletzt. „Blutige Kreise wirbel[n] vor seinen Augen, und zuweilen [stößt] er ein pfeifendes, schmerzliches Stöhnen aus.“ Er umgeht den Chasseral und stößt auf ein Dorf. „Scheu und lüstern“ schleicht er an einen Stall heran, wird entdeckt und von einem Schuss getroffen. Blut rieselt an seinem Fell in „dicken Tropfen zäh herab.“ Er flüchtet durch einen Bergwald auf ein Schneefeld am Mont Crosin. „Ein leises, krankes Gebell [kommt] aus seinem hängenden Maul, sein Herz [schlägt] schwer und schmerzhaft und fühlt[-] die Hand des Todes wie eine unsäglich schwere Last auf sich drücken.“ Er setzt sich an eine einzeln stehende Tanne und erhebt seinen „schönen Kopf“ gegen den riesigen und blutroten Mond. „Traurig [hängt] das Auge des sterbenden Tieres an der matten Mondscheibe, und wieder röchelt[-] ein schwaches Heulen schmerzlich und tonlos in die Nacht.“ Da stapfen Bauern in dicken Mänteln, Jäger und junge Burschen in Pelzmützen und plumpen Gamaschen mit Gejauchze auf ihn zu und fallen mit Stöcken und Knütteln über ihn her. „Er fühlt[-] es nicht mehr. Mit zerbrochenen Gliedern schlepp[-]en sie ihn nach St. Immer hinab […] Keiner [sieht] die Schönheit des verschneiten Forstes, noch den Glanz der Hochebene, noch den roten Mond, der über dem Chasseral [hängt] und dessen schwaches Licht in ihren Flintenläufen, in den Schneekristallen und in den gebrochenen Augen des erschlagenen Wolfes sich [bricht].“

## Biographische Bezüge
Nach Bernhard Zeller sind alle Werke Hesses „Fragmente eines großen Selbstporträts“, und so kann man auch in „Der Wolf“ autobiographische Bezüge entdecken:
Die Anregung für seine parabelhafte Erzählung fand der 27-jährige Hesse in einer Zeitungsnotiz über erlegte Wölfe im Schweizer Jura. Er nutzte diese Meldung für seine Zeit- und Zivilisationskritik, „die in ihrer vollen Schärfe […] in Tausenden von Briefen und Buchbesprechungen und in über hundert Betrachtungen zum Ausdruck“ komme. In diese Zeit fallen die ersten Roman-Veröffentlichungen „Peter Camenzind“ (1904) und „Unterm Rad“ (1906).
Die Situation der hungrigen Tiere wird in „Personaler Form“ aus der Perspektive des verletzten, mit menschlichen Gefühlen ausgestatteten Wolfs auf seiner Flucht vor den Menschen vorgetragen. Nach Michels gibt Hesse durch seine „unverkennbare Identifikation mit dem verfolgten Einzelgänger“ der Zeitungsnotiz eine neue Dimension und macht die Geschichte zu einer „ahnungsvollen Vorwegnahme seiner eigenen, der künftigen Steppenwolf-Problematik.“
Die Zivilisationskritik zeigt sich auch in Hesses Lebensführung: Mit seiner ersten Frau Maria lebte der Autor von 1904 bis 1912 im Sinne seiner Lebensreform im damals sehr abgelegenen Dörfchen Gaienhofen. In den ersten drei Jahren mieteten sie ein einfaches Bauernhaus ohne fließendes Wasser und Strom. Im April 1907 hielt Hesse sich als Gast in der Lebensreform-Kolonie auf dem Monte Verità bei Ascona auf und befreundete sich mit dem Aussteiger und Mitgründer der „vegetabilen Cooperative“ Gusto Gräser.

## Adaptionen
- Lesung von  Jan Lindner, Youtube[8]
- Lesung von Siemen Rühaak (2020), Youtube[9]
- Illustration: Indigo- und Sepia-Zeichnungen von Susanne Haun (2010)[10]
- Illustration: Juana Robles[11]